# Bisiacaria
Bisiacaria és una regió italiana que inclou la part de la província de Gorizia compresa entre els primers relleus del Kars de Monfalcone, el golf de Panzano (de les boques del Timavo a Punta Sdobba) i el baix curs de l'Isonzo a Sagrado fins a l'Isonzato. Des del punt de vista administratiu, comprèn els municipis de:
| Municipi             | Habitants (31/07/2008) | Superfície (km²) |
| Fogliano Redipuglia  | 3.020                  | 7,00             |
| Monfalcone           | 27.964                 | 20,00            |
| Ronchi dei Legionari | 11.988                 | 16,00            |
| Sagrado              | 2.237                  | 14,00            |
| San Canzian d'Isonzo | 6.351                  | 33,00            |
| San Pier d'Isonzo    | 1.942                  | 9,00             |
| Staranzano           | 7.049                  | 18,00            |
| Turriaco             | 2.685                  | 5,00             |
|                      |                        |                  |
| Total                | 63.236                 | 122,00           |

## Origen del nom
Hom afirma que l'origen del terme Bisiac procedeix del llatí medieval Bis Aquae, entre els dos rius. L'estudiós, però, ho ha posat en dubte i ho considera una falsificació de l'època feixista, entestada a negar qualsevol influència estrangers i en particular l'especificitat eslava de la realitat local. Segons alguns el nom és d'origen eslau, bezjak, un terme equivalent a ximple que en l'edat mitjana s'utilitzava per a anomenar els pagesos. Cal recordar que a Bisicaria hi ha molts topònims d'origen eslau, com Radopolia (italianitzat Redipuglia). Hi ha una altra hipòtesi poc convincent que diu que la terminologia es deu a la nombrosa presència de serps a la zona.

## Història
La història de Bisiacaria és lligada fins al 1866 la història de Friül. Formà part del Ducat de Friül dels llombards (568-776), del Marquesat franc del Friül (776-952), i de la Pàtria del Friül (1077-1420). Quan la Pàtria fou conquerida per la República de Venècia el 1420 els mantingueren els límits adsministratius, i en el Parlament de patrie era representat pel municipi de Monfalcone. El 1797 Napoleó Bonaparte posà fi a la República de Venècia, i després del Congrés de Viena de 1815 fou incorporada a Àustria-Hongria amb tot el Friül, integrats administrativament en el Regne Llombardovènet. El 1866 el Friül central fou incorporat a Itàlia, mentre que Gorizia i Bisiacaria continuà formant part de l'Imperi austríac, dins el comtat de Gorizia i Gradisca, fins a final de la Primera Guerra Mundial. El 1919 fou incorporada a Itàlia i integrada dins la província de Trieste fins al 1945, quan fou inclosa en la nova província de Gorizia.

## Llengües
Al territori s'hi parla bisiac, un dialecte del vènet. A Monfalcone, Ronchi dei Legionari i Sagrado l'eslovè hi és reconegut com a llengua minoriària. A Monfalcone i Sagrado el friülès hi és reconegut com a llengua minoritària com a resultat d'una petició de les seves autoritats, encara que segons les enquestes lingüístiques l'ús del friülà només ha estat atestiguat de manera contínua a la fracció de Poggio Terza Armata.

## Economia
És una zona que combina una pròspera agricultura i l'artesania amb els recursos costaners: esports aquàtics, el turisme i el comerç. En particular, destaca la presència de les drassanes de Monfalcone, especialitzades en la construcció de vaixells de creuer de gran tonatge, que han marcat el desenvolupament econòmic del territori.